# 维亚切斯拉夫·伊万诺维奇·列别杰夫
维亚切斯拉夫·伊万诺维奇·列别杰夫（羅馬化：Vyacheslav Ivanovich Lebedev；1930年1月27日—2010年3月22日）是一位俄罗斯和苏联数学家，擅长领域为数值分析。

## 生平
列别杰夫是索博列夫的博士生。他曾在库尔恰托夫研究所和苏联/俄罗斯科学院工作，并在莫斯科国立大学和莫斯科物理技术学院任教。他撰写了一百多篇论文和几本书，其中最引人注目的是与古里·马尔丘克合作的《中子输运理论中的数值方法》和基于他的讲座的《计算数学中的泛函分析》。他获得了超过15个博士学位。列别杰夫求积已成为最流行的球面积分方法之一。

### 专业领域
他从事过计算和应用数学的许多领域，范围包括核反应堆建模的软件开发、多项式逼近、球体求积、刚性数值解，为此他开发了称为DUMKA的显式切比雪夫方法（偏微分方程组）。他也在域分解和庞加莱-斯捷克洛夫算子、有限差分法、迭代求解器以及并行计算等领域也有涉及。他甚至为求三次方程的根做出了贡献。

## 荣誉
他因开发粒子输运理论的数学方法而于1987年获得苏联国家奖，并于2002-03年获得切比雪夫金奖。

## 延伸阅读
- Lebedev, V.I., , Doklady Akademii Nauk SSSR, 1976, 231 (1): 32–32

- Lebedev, V.I., , Russian (Soviet) Journal of Numerical Analysis and Mathematical Modelling, 1991, 6 (4): 315–324, doi:10.1515/rnam.1991.6.4.315

- Kerimov, M.K., , Comput. Math. Math. Phys., 2005, 45 (11): 1833–1844